# Stendhal

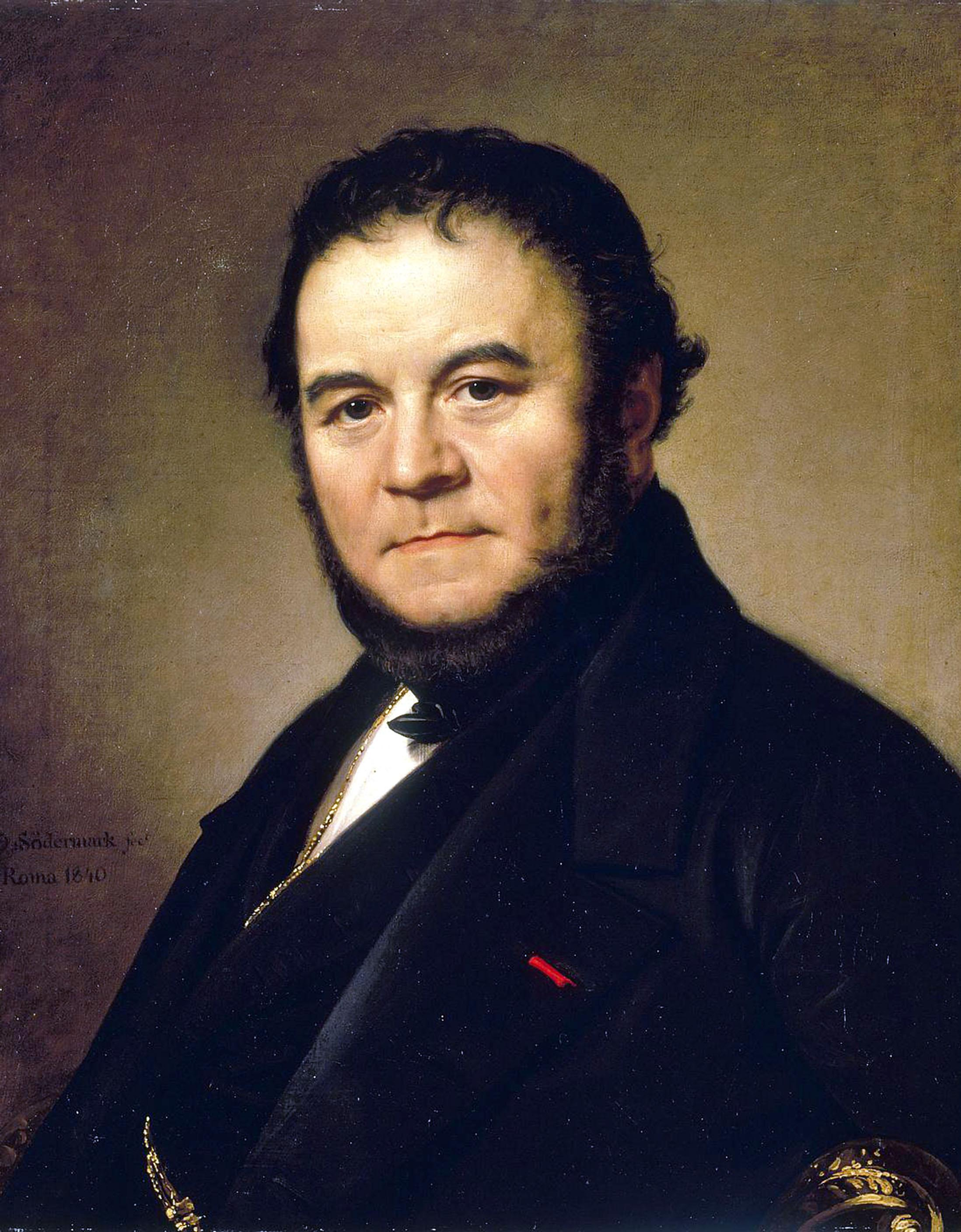
Stendhal, målat 1840 av Olof Johan Södermark.

Marie-Henri Beyle, mer känd under författarnamnet Stendhal (IPA: /stɛ̃ˈdal/ eller ibland /stɑ̃ˈdal/), född 23 januari 1783 i Grenoble, död 23 mars 1842 i Paris, var en fransk författare.

## Pseudonym
Pseudonymen Stendhal är tagen från staden Stendal i tyska Altmark, för att hedra konsthistorikern och arkeologen Johann Joachim Winckelmann, som föddes i staden. Stendhal var själv bosatt i närheten av staden från 1807 till 1808 och hade under denna tid ett förhållande med Wilhelmine von Griesheim (1786–1861).

## Biografi
Stendhal var son till advokaten Chérubin Beyle och Henriette Gagnon som dog redan 1790. Han anställdes som sjuttonåring vid konsular-arméns intendentur och var med om Marengofälttåget till Italien. Han tjänade därefter några år som dragonofficer, innan han åter vid intendenturen var med i fälttåget i Ryssland 1812. Han blev känd genom sin kallblodighet under de fruktansvärda scenerna under återtåget, och genom att sin ständigt klanderfria uniform och varje morgon omsorgsfullt rakade haka. Han kom under sin tid i Italien att få en livslång kärlek till italiensk kultur, och han flyttade därför just till Milano 1814, men tvingades av de österrikiska myndigheterna att återvända till Frankrike, och begav sig då till Paris. 
Efter sina krigsinsatser sysslade Stendhal med diplomati och författande, efter julirevolutionen invaldes han även som konsul, först i Trieste, därefter i Civitavecchia. Hans författande innehåller reseskildringar, konst- och litteraturkritik och romaner. 
Stendhal ligger begraven på Cimetière Montmartre i Paris. Som romanförfattare har han efter sin död rönt uppskattning för den genomskådande psykologiska skildringarna, och räknas som en av Frankrikes största författare genom tiderna. Ett universitet i Grenoble är uppkallat efter honom.

## Författarskap
Man brukar placera Stendhal i den realistiska epoken, trots att hans samtid vurmade för romantiken. Han tillhör den nya borgerliga författarskara, som i Frankrike både hyllade revolutionen och den nya monarkin under Napoleon. Det romantiska i författarskapet är passionens framträdande roll, men inslagen av Voltaires rationalism och avsaknaden av samtidens sentimentalitet motiverar kategoriseringen. Så blev Stendhal heller inte riktigt erkänd förrän efter sin livstid. 
Stendhals första verk var en volym italienska reseintryck och en annan om italienskt måleri, publicerade 1817. Hans verkligt stora genombrott kom dock först med romanen Le Rouge et le Noir från 1831, som tillkom genom att Stendhal läste om ett rättsfall som berättelsen fritt bygger på. Huvudpersonen, prästen Julien Sorel, brukar dock liknas vid författaren själv; det är en äregirig, rationell men känslig cyniker med mindervärdeskomplex som utnyttjar människor för att göra karriär. Titeln anspelar bland annat på motsättningen mellan monarkins makt (de röda uniformerna) och prästernas (de svarta kåporna).

## Verk i urval
- Racine et Shakespeare (1822)
- De l'amour (essäsamling, 1822)
  - Om kärleken (översättning Rolf Palmén, Söderström, 1947)
  - Om kärleken (översättning Martin von Zweigbergk, översättning av italienska citat Viveca Melander, Bonnier, 1992)
- Armance ou Quelques scènes d'un salon de Paris en 1827 (1827)
  - Armance eller Några scener från en Parissalong år 1827  (översättning Gudrun Zachrison, Symposion, 1992)
- Promenades dans Rome (1829)
  - Promenader i Rom (översättning Margareta Zetterström, Sjösala förlag, 2024)
- Le rouge et le noir (1830)
  - Rött och svart (översättning Sven Rizell, Bonnier, 1918)
  - (översättning Tage Aurell, Forum, 1955)
- La chartreuse de Parme (1839)
  - Kartusianerklostret i Parma (översättning Tom Wilson, Geber, 1902)
  - Kartusianklostret i Parma (översättning Gun och Nils A. Bengtsson, Forum, 1960)
- Vie de Henri Brulard (1890)
  - Henri Brulards liv (översättning Greta Salenius, Wahlström & Widstrand, 1948)
- Souvenirs d'egotisme (1892)
  - En egocentrikers minnen (översättning Ann Bouleau, Tiden, 1953)
- Chroniques italiennes
  - Abbedissan i Castro (anonym översättning, Ljus, 1906)
  - Italienska berättelser (översättning Lars Bjurman, Natur och kultur, 1962)
- Lucien Leuwen
  - Lucien Leuwen (översättning C.G. Bjurström, Norstedt, 1993)